# Kantoorautomatisering
Kantoorautomatisering is het automatiseren van alle werkzaamheden die op een kantoor uitgevoerd worden.

## Geschiedenis

### Handmatige administratie
Hoewel 'kantoor' tegenwoordig een uitgebreider begrip is, werd in een kantoor oorspronkelijk vooral de administratie van een bedrijf bijgehouden. Deze administratie valt onder te verdelen in verschillende deelgebieden, zoals boekhouding, correspondentie, voorraadadministratie enzovoorts.
Vroeger gebeurde het bijhouden van de administratie vooral handmatig: de boekhouding werd met pen en papier bijgehouden, datzelfde gold voor de inventaris en brieven werden geschreven.

### Mechanische administratie
Met de komst van de schrijf- en de rekenmachine kwamen de eerste veranderingen. In plaats van soms slecht leesbare, handgeschreven documenten kwam de administratie in blokletters beschikbaar, en het moeizame optellen van hele rijen getallen ging voortaan sneller en nauwkeuriger. Ook frankeermachines en enveloppeermachines zijn administratieondersteunende machines.

### Elektronische administratie
De grootste verandering kwam met de introductie van computers. 
In veel bedrijven was de eerste computer een boekhoudmachine: een apparaat dat het bijhouden vereenvoudigde van de boekhouding met behulp van een grootboek dat voortaan bestond uit pons- of magneetkaarten. Zo'n boekhoudmachine kon vaak niet voor andere zaken gebruikt worden. 
Als andere afdelingen in hetzelfde bedrijf automatiseerden, deden ze dat meestal elk met een gespecialiseerd systeem. Zo kon soms naast de boekhoudmachine bij de boekhouding, een tekstverwerkingssysteem in de typekamer gevonden worden terwijl het magazijn alles nog met de hand bijhield. Er was dan ook geen sprake van enige integratie.

## Evolutie
Naarmate computers steeds universeler inzetbaar werden, werden de verschillende deeladministraties steeds vaker op dezelfde computer uitgevoerd. Door gegevens uit de deeladministraties te combineren kwamen er nieuwe mogelijkheden, zoals managementrapportages. Ging dit in het begin nog moeizaam, door het beschikbaar komen van zogenoemde interfaces tussen de verschillende computerprogramma's werd het uitwisselen van informatie steeds eenvoudiger.
Computers werden in de loop van de tijd steeds handzamer. In plaats van één grote, centrale computer werd het steeds gebruikelijker losse, persoonlijke computers in te zetten. Dit kwam de integratie tussen de verschillende deeladministraties uiteraard niet altijd ten goede: in plaats van een rechtstreekse koppeling tussen programma's moesten gegevens overgezet worden van de ene naar de andere computer, bijvoorbeeld met behulp van diskettes. Later werden de losse computers alsnog via een netwerk met elkaar verbonden.
Naarmate computers steeds meer 'gemeengoed' werden, kwamen ook nieuwe toepassingen om de hoek kijken. Zo zijn internet en e-mail uit het moderne kantoor niet meer weg te denken, en is in ieder kantoor wel een kantoorsoftwarepakket te vinden. Deze softwarepakketten bestonden afhankelijk van de aard van het bedrijf meestal uit ten minste een tekstverwerker, spreadsheet, presentatiesoftware, e-mailclient en databasemodelleringsoftware.

## Opleiding
Kantoorautomatisering is een onderdeel van elke secretaresse-opleiding. In Vlaanderen wordt ook als leervak "bureautica" ingericht in het secundair en hoger onderwijs.